# Knudsen-cella
A Knudsen-cella a mikro- és nanotechnológiában alkalmazott részecskeforrás, mellyel bizonyos preparálási eljárásokhoz szükséges részecskenyaláb hozható lére. Segítségével kis parciális gőznyomású anyagok (pl. Ga, Al, Hg, As) gőze állítható elő és alkalmazható például molekulasugaras epitaxiánál (Molecular Beam Epitaxy, MBE). Nevét Martin Knudsen (1871–1949) dán fizikusról kapta, aki a Dán Műszaki Egyetemen végzett kísérleteket a témában.
A Knudsen-cellában a párologtatandó anyagot egy kerámiaedényben helyezik el általában szilárd halmazállapotban. A kerámiaedényt fűtőtekercs veszi körül, az eszköz ezen kívül vízhűtéses rendszerrel és tokozással rendelkezik. Az MBE készülékben általában több Knudsen-cella is elhelyezésre kerül, így a rétegleválasztáskor a felületre több elem kombinációja is kerülhet. Az egyes cellák egyesével zárhatók annak megfelelően, hogy a folyamat mit kíván.

## Fordítás
Ez a szócikk részben vagy egészben  a   Knudsen cell című angol Wikipédia-szócikk ezen változatának fordításán alapul.  Az eredeti cikk szerkesztőit annak laptörténete sorolja fel. Ez a jelzés csupán a megfogalmazás eredetét és a szerzői jogokat jelzi, nem szolgál a cikkben szereplő információk forrásmegjelöléseként.